# Katrina Adams
Katrina Adams (Chicago, 5 agosto 1968) è un'ex tennista statunitense.

## Carriera
A livello Juniores si è fatta notare per la semifinale raggiunta agli US Open 1986 insieme a Stephanie London.
Tra le professioniste ha ottenuto i risultati migliori nel doppio, in questa specialità ha infatti vinto ventun titoli e raggiunto insieme a Zina Garrison la semifinale del Torneo di Wimbledon 1988.
Durante la carriera le è stato assegnato il Player Service Award nel 1996 e 1997.

## Dopo il ritiro
Una volta finita l'attività sul campo ha iniziato la carriera da allenatore per la USTA tra il 1999 e il 2002 oltre ad aver fatto la commentatrice per Tennis Channel.
Nel gennaio 2011 è stata nominata vicepresidente dell'USTA con un incarico di due anni.

## Statistiche

### Doppio

#### Vittorie (20)
| Legenda: Prima del 2009 | Legenda: Dal 2009     |
| ----------------------- | --------------------- |
| Grande Slam (0)         |                       |
| Ori Olimpici (0)        |                       |
| WTA Championships (0)   |                       |
| Tier I (1)              | Premier Mandatory (0) |
| Tier II (4)             | Premier 5 (0)         |
| Tier III (6)            | Premier (0)           |
| Tier IV & V (7)         | International (0)     |

| No. | Data             | Torneo                                            | Superficie  | Compagna           | Avversarie in finale                  | Punteggio        |
| 1.  | 7 dicembre 1987  | Brasil Open, Guarujá                              | Cemento     | Cheryl Jones       | Jill Hetherington Mercedes Paz        | 6–4, 4–6, 6–4    |
| 2.  | 7 marzo 1988     | Virginia Slims of Florida, Boca Raton             | Cemento     | Zina Garrison      | Claudia Kohde Kilsch Helena Suková    | 4–6, 7–5, 6–4    |
| 3.  | 18 aprile 1988   | Virginia Slims of Houston, Houston                | Terra rossa | Zina Garrison      | Lori McNeil Martina Navrátilová       | 6(4)–7, 6–2, 6–4 |
| 4.  | 25 novembre 1988 | World Doubles Cup, Tokyo                          | Sintetico   | Zina Garrison      | Gigi Fernández Robin White            | 7–5, 7–5         |
| 5.  | 30 gennaio 1989  | Toray Pan Pacific Open, Tokyo                     | Sintetico   | Zina Garrison      | Gigi Fernández Claudia Kohde Kilsch   | 6–3, 3–6, 7–6(5) |
| 6.  | 27 febbraio 1989 | New Haven Open at Yale, San Antonio               | Cemento     | Pam Shriver        | Patty Fendick Jill Hetherington       | 3–6, 6–1, 6–4    |
| 7.  | 24 aprile 1989   | Virginia Slims of Houston, Houston                | Terra rossa | Zina Garrison      | Gigi Fernández Lori McNeil            | 6–3, 6–4         |
| 8.  | 22 maggio 1989   | WTA Swiss Open, Ginevra                           | Terra rossa | Lori McNeil        | Larisa Neiland Nataša Zvereva         | 2–6, 6–3, 6–4    |
| 9.  | 19 giugno 1989   | Eastbourne International, Eastbourne              | Erba        | Zina Garrison      | Jana Novotná Helena Suková            | 6–3 rit.         |
| 10. | 23 ottobre 1989  | Brighton International, Brighton                  | Sintetico   | Lori McNeil        | Hana Mandlíková Jana Novotná          | 4–6, 7–6(7), 6–4 |
| 11. | 30 ottobre 1989  | Virginia Slims of Indianapolis, Indianapolis      | Cemento (i) | Lori McNeil        | Claudia Porwik Larisa Neiland         | 6–4, 6–4         |
| 12. | 5 agosto 1991    | Virginia Slims of Albuquerque, Albuquerque        | Cemento     | Isabelle Demongeot | Lise Gregory Peanut Louie Harper      | 6(2)–7, 6–4, 6–3 |
| 13. | 9 novembre 1992  | Virginia Slims of Indianapolis, Indianapolis      | Cemento (i) | Elna Reinach       | Sandy Collins Mary Lou Daniels        | 5–7, 6–2, 6–4    |
| 14. | 8 febbraio 1993  | Ameritech Cup, Chicago                            | Sintetico   | Zina Garrison      | Amy Frazier Kimberly Po               | 7–6(7), 6–3      |
| 15. | 22 marzo 1993    | Virginia Slims of Houston, Houston                | Terra rossa | Manon Bollegraf    | Evgenija Manjukova Radomira Zrubáková | 6–3, 5–7, 7–6(7) |
| 16. | 1º novembre 1993 | Bell Challenge, Québec                            | Cemento (i) | Manon Bollegraf    | Katerina Maleeva Nathalie Tauziat     | 6–4, 6–4         |
| 17. | 8 novembre 1993  | Advanta Championships of Philadelphia, Filadelfia | Sintetico   | Manon Bollegraf    | Conchita Martínez Larisa Neiland      | 6–2, 4–6, 7–6(7) |
| 18. | 6 maggio 1996    | Hungarian Grand Prix, Budapest                    | Terra rossa | Debbie Graham      | Radka Bobková Eva Melicharová         | 6–3, 7–6(3)      |
| 19. | 13 maggio 1996   | Welsh International Open, Cardiff                 | Terra rossa | Mariaan de Swardt  | Els Callens Laurence Courtois         | 6–0, 6–4         |
| 20. | 9 giugno 1997    | AEGON Classic, Birmingham                         | Erba        | Larisa Neiland     | Nathalie Tauziat Linda Wild           | 6–2, 6–3         |